# Reddersburg
Reddersburg is een dorp met 700 inwoners, in de regio Vrijstaat in Zuid-Afrika. Het dorp is gesticht op 7 mei 1859. De naam van het dorp is een Bijbelse verwijzing. Op 4 april 1900 behaalden de Boeren bij dit dorp een overwinning op de Britten.

## Subplaatsen
Het nationaal instituut voor de statistiek, Stats SA, deelt sinds de census 2011 deze hoofdplaats in in zogenaamde subplaatsen (sub place), c.q. slechts één subplaats:
Reddersburg SP.